# Green Street 2: Stand Your Ground
Green Street 2: Stand Your Ground (cunoscut și ca Green Street 2 și Green Street Hooligans 2: Stand Your Ground) este un sequel la filmul din 2005 Green Street regizat de Lexi Alexander.